# Balama
Balama es una villa y también uno de los dieciséis distritos que forman la provincia de Cabo Delgado en la zona septentrional de Mozambique, región fronteriza con Tanzania , a orillas del lago Niassa y región costera en el Océano Índico. 

## Características
Limita al oeste con los distritos de Marrupa y Nipepe de la provincia de Niassa, al sur con Lalua de la provincia de Nampula, al este Namuno, y al este y al norte com Montepuez.
Tiene una superficie de 5.619 km² y según datos oficiales de 1997 una población de 98.653 habitantes, lo cual arroja una densidad de 17,6 habitantes/km².

## División administrativa
Este distrito, formado por nueve localidades, se divide en cuatro puestos administrativos (posto administrativo), con la siguiente población censada en 2005:
- Balama, sede, 64 555 (Muripa y Ntete).
- Impiri, 21 593 (Mamara y Savaca).
- Kwekwe, 22 124 (Jamira y Tauane).
- Mavala, 14 899 (M`Paka).